# Liste der Wappen in Friaul-Julisch Venetien
Die Liste der Wappen in Friaul-Julisch Venetien zeigt die Wappen der Gemeinden und der ehemaligen Provinzen der Region Friaul-Julisch Venetien der Italienischen Republik.

## Wappen Friaul-Julisch Venetiens

Wappen von Friaul-Julisch Venetien
Flagge von Friaul-Julisch Venetien
Lage von Friaul-Julisch Venetien in Italien

## Wappen der Gemeinden der Region Friaul-Julisch Venetien

Aiello del Friuli
Amaro
Ampezzo
Andreis
Arba
Arta Terme
Artegna
Attimis
Aviano
Azzano Decimo
Bagnaria Arsa
Barcis
Basiliano
Bertiolo
Bicinicco
Bordano
Brugnera
Budoia
Buja
Buttrio
Camino al Tagliamento
Campoformido
Campolongo al Torre
Caneva
Capriva del Friuli
Carlino
Casarsa della Delizia
Cassacco
Castelnovo del Friuli
Castions di Strada
Cavasso Nuovo
Cavazzo Carnico
Cercivento
Cervignano del Friuli
Chions
Chiopris-Viscone
Cimolais
Clauzetto
Codroipo
Colloredo di Monte Albano
Cordenons
Cordovado
Cormòns
Corno di Rosazzo
Coseano
Dignano
Doberdò del Lago
Dogna
Dolegna del Collio
Drenchia
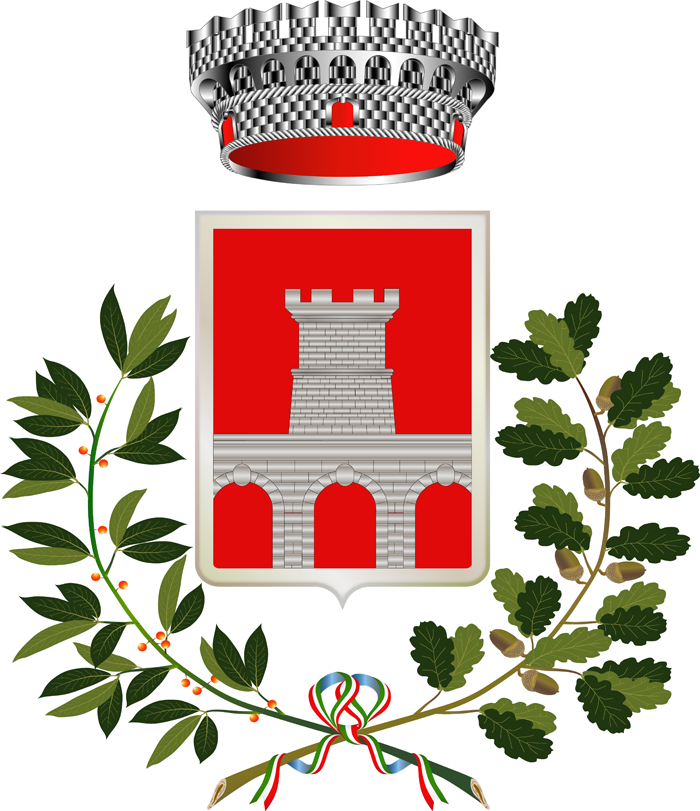
Duino-Aurisina
Enemonzo
Erto e Casso
Faedis
Fagagna
Fanna
Farra d’Isonzo
Fiume Veneto
Fiumicello Villa Vicentina
Flaibano
Fogliano Redipuglia
Fontanafredda
Forgaria nel Friuli
Forni Avoltri
Forni di Sopra
Forni di Sotto
Frisanco
Gemona del Friuli
Gonars
Gorizia
Gradisca d’Isonzo
Grado
Grimacco
Latisana
Lauco
Lestizza
Lignano Sabbiadoro
Lusevera
Magnano in Riviera
Majano
Maniago
Manzano
Marano Lagunare
Mariano del Friuli
Martignacco
Medea
Meduno
Mereto di Tomba
Moimacco
Monfalcone
Montenars
Montereale Valcellina
Moraro
Morsano al Tagliamento
Mortegliano
Moruzzo
Mossa
Muggia
Muzzana del Turgnano
Nimis
Osoppo
Ovaro
Pagnacco
Palazzolo dello Stella
Palmanova
Paluzza
Pasian di Prato
Pasiano di Pordenone
Paularo
Pavia di Udine
Pinzano al Tagliamento
Pocenia
Polcenigo
Pontebba
Porcia
Pordenone
Porpetto
Povoletto
Pozzuolo del Friuli
Pradamano
Prata di Pordenone
Prato Carnico
Pravisdomini
Precenicco
Premariacco
Preone
Prepotto
Pulfero
Ravascletto
Raveo
Remanzacco
Resia
Resiutta
Rigolato
Rive d’Arcano
Rivignano Teor
Romans d’Isonzo
Ronchi dei Legionari
Ronchis
Roveredo in Piano
Ruda
Sacile
Sagrado
San Canzian d’Isonzo
San Daniele del Friuli
San Dorligo della Valle
San Floriano del Collio
San Giorgio della Richinvelda
San Giorgio di Nogaro
San Giovanni al Natisone
San Leonardo
San Lorenzo Isontino
San Martino al Tagliamento
San Pier d’Isonzo
San Quirino
San Vito al Tagliamento
San Vito al Torre
San Vito di Fagagna
Santa Maria la Longa
Sauris
Savogna di Cividale
Savogna d’Isonzo
Sedegliano
Sequals
Sesto al Reghena
Sgonico
Socchieve
Spilimbergo
Staranzano
Stregna
Sutrio
Taipana
Talmassons
Tapogliano
Tarcento
Tarvis
Tavagnacco
Terzo d’Aquileia
Torreano
Torviscosa
Tramonti di Sopra
Tramonti di Sotto
Trasaghis
Travesio
Treppo Grande
Treppo Ligosullo
Tricesimo
Triest
Trivignano Udinese
Turriaco
Udine
Vajont
Valvasone Arzene
Varmo
Villa Santina
Villesse
Visco
Vito d’Asio
Vivaro
Zoppola
Zuglio

## Alte Wappen der Gemeinden

Wappen von Triest bis 1918

## Wappen der ehemaligen Provinzen der Region Friaul-Julisch Venetien

Provinz Gorizia
Provinz Pordenone
Provinz Triest
Provinz Udine